# Operação Castelo

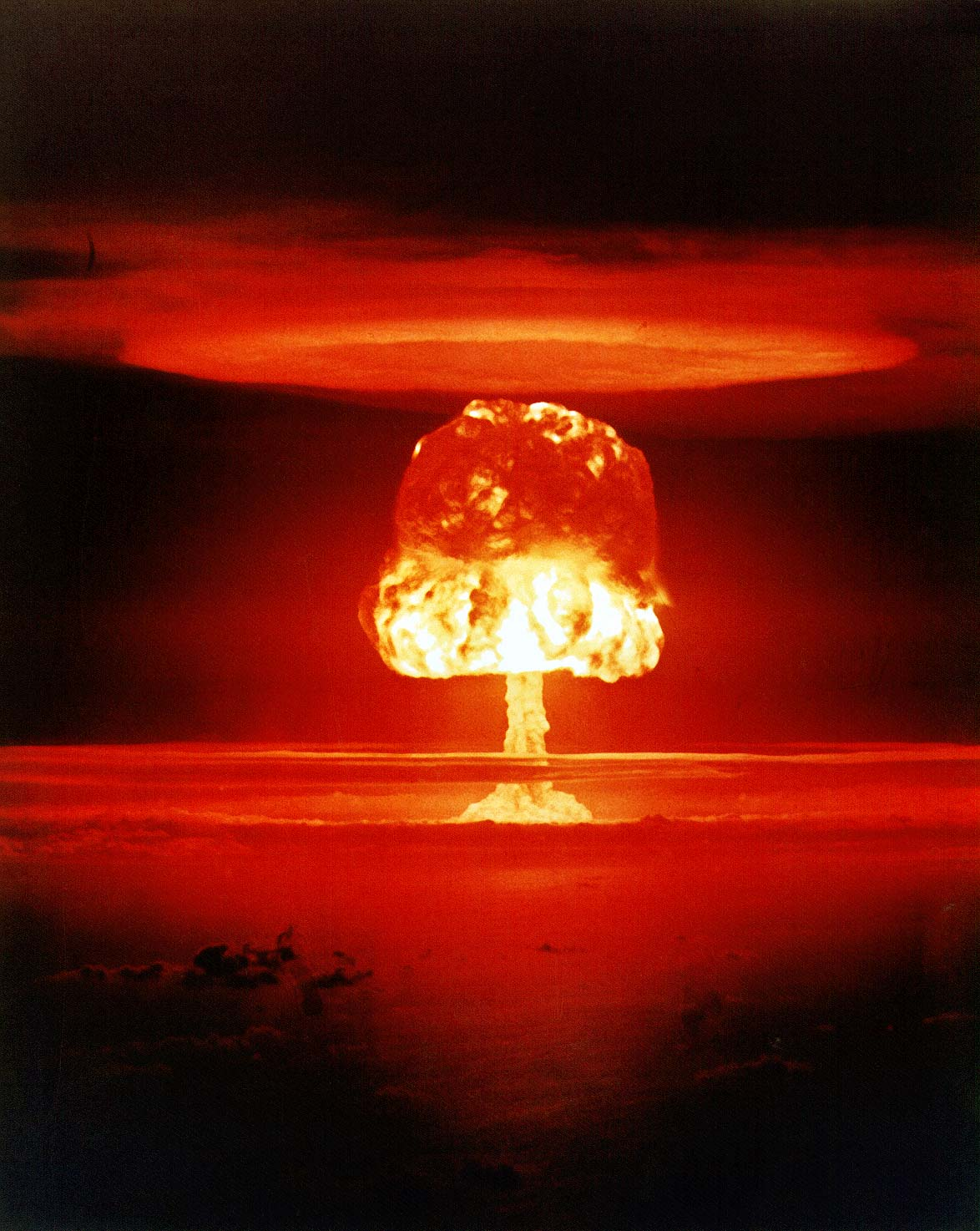
Teste Castle Romeo, realizado a 15 de Abril de 1954.

Operação Castelo é uma das várias operações termonucleares de alto rendimento dos Estados Unidos em 1954. Os artefatos nucleares foram detonados nas Ilhas Marshall, com o objetivo de testar as novas armas de lítio seco, uma de lítio criogênico (echo), melhorar as técnicas de bombardeios nucleares americanos, com a Comissão de Energia Nuclear e o Departamento de Defesa trabalhando juntos. O mais notável teste foi o Castle Bravo, que gerou 15 Mt sendo então a mais potente bomba americana já testada. Os testes causaram a contaminação radiológica dos peixes, dos habitantes (incluindo soldados norte-americanos) e um navio de pesca japonês, o Daigo Fukury Maru.

## Experimentos
Ao todo na operação castelo foram feitos e detonados 7 artefatos:
| Experimento   | Prototipo | Data                | rendimento  |
| ------------- | --------- | ------------------- | ----------- |
| Castle Bravo  | TX-21     | 1 de Março de 1954  | 15 Mt       |
| Castle Union  | EC-14     | 11 de Março de 1954 | 6,9 Mt      |
| Castle Yankee | TX/EC-16  | 22 de Março de 1954 | 13,5 Mt     |
| Castle Echo   | N/A       | 29 de Março de 1954 | não detonou |
| Castle Nectar | TX-15     | 5 de Abril de 1954  | 1.8 Mt      |
| Castle Romeo  | TX/EC-17A | 15 de Abril de 1954 | 11 Mt       |
| Castle Koon   | N/A       | 22 de Abril de 1954 | 110 Kt      |

## Resultados
Com os testes mostrou-se o sucesso das armas de lítio seco, das novas bombas de queda livre.
Por outro lado mostrou o despreparo teórico das previsões de testes, e diminuiu a glória do Laboratório Nacional de Lawrence Livermore que havia projetado o Castle Koon que foi um grande fiasco termonuclear, e o dispositivo Echo nem foi detonado pela sua obsolencia em relação as bombas de lítio seco.